# لورا سيدجويك كولينز
لورا سيدجويك كولينز (بالإنجليزية: Laura Sedgwick Collins)‏ هي ملحنة وممثلة أمريكية، ولدت في 1859 في بكبسي في الولايات المتحدة، وتوفيت في 1927.

## وصلات خارجية
- لورا سيدجويك كولينز على موقع ميوزك برينز (الإنجليزية)